# 애니메이션 고베
애니메이션 고베(일본어: アニメーション神戸 アニメーションこうべ[*])는 고베시와 애니메이션 고베 실행위원회가 매년 개최하고있는 애니메이션 등의 시상식이다. 시상식의 사회는 미나미 가오리와 이와사키 가즈오.

## 같이 보기
- 문화청 미디어 예술제
- 도쿄 애니메이션 어워드